# Blagodarnoje
Blagodarnoje – wieś w Armenii, w prowincji Lorri. W 2011 roku liczyła 227 mieszkańców.